# Ismael Nery

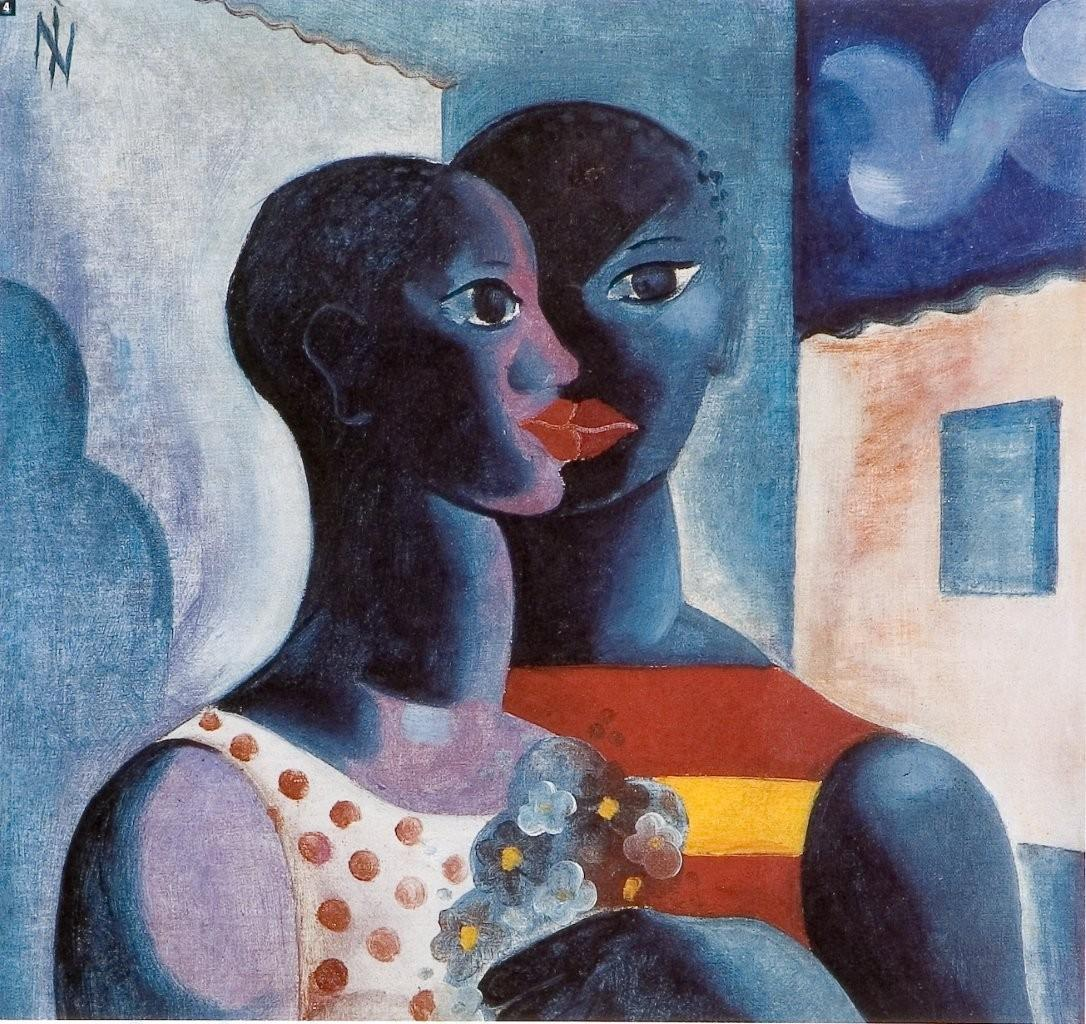
Ismael Nery - "Namorados" - óleo sobre tela - 58.5 x 58.5 cm - circa 1927

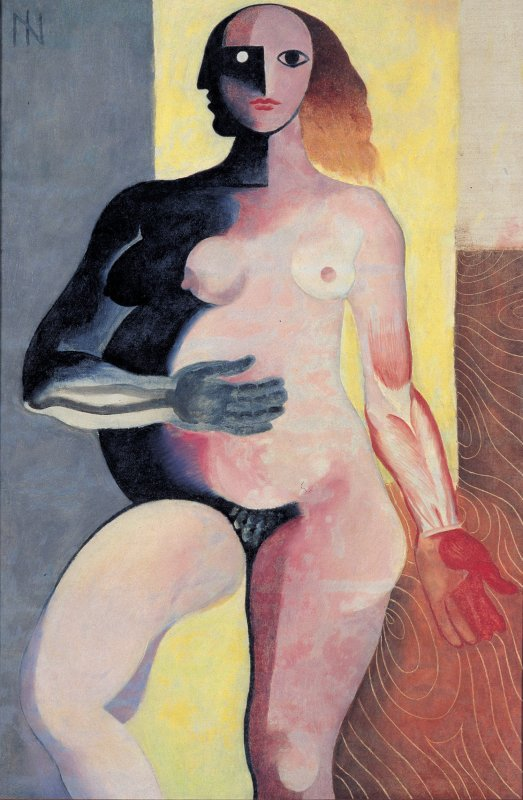
"Figura", 1927 (óleo sobre tela).

Ismael Nery (Belém do Pará, 9 de octubre de 1900 — Río de Janeiro, 6 de abril de 1934) fue un pintor modernista brasileño que tuvo influencia del expresionismo, cubismo y surrealismo.

## Biografía
En 1909 se trasladó con su familia a Río de Janeiro. En 1915, ingresó en la Escuela Nacional de Bellas Artes. Viajó por Europa en 1920, habiendo frecuentado la Académie Julian en París. De vuelta a Brasil, trabajó en la sección de arquitectura en el Patrimonio Nacional del Ministerio de Hacienda, donde conoció al poeta Murilo Mendes que se haría un gran amigo suyo. En 1922 se casó con la poetisa Adalgisa Ferreira. En esa época realizó obras de tendencia expresionista. En 1926 dio inicio a su sistema filosófico de fundamentación católica y neotomista, denominado esencialismo. En 1927 hizo un nuevo viaje a Europa, donde entró en contacto con Marc Chagall y otros surrealistas. Su obra sufrió, también, la influencia metafísica de Giorgio de Chirico y del cubismo de Pablo Picasso.
Sus temas se remiten siempre a la figura humana: retratos, autorretratos y desnudos. No se interesó por los temas nacionales, indígenas y afrobrasileños, que consideraba regionalistas y limitados. Se dedicó a varias técnicas aplicadas en dibujos e ilustraciones de libros. Fue, también, escenógrafo. En 1929, tras un viaje a Argentina y Uruguay, un diagnóstico reveló que era portador de tuberculosis, lo que lo llevó a ingresar en un sanatorio por un periodo de dos años. Salió del mismo aparentemente curado. Sin embargo, en 1933, la enfermedad volvió de forma irreversible. A partir de ese momento, sus figuras se hicieron más viscerales y mutiladas. Falleció en 1934, a los treinta y tres años de edad, en Río de Janeiro. Fue enterrado vistiendo un hábito de los franciscanos, en un homenaje de los frailes a su ardorosa fe católica. La obra de Nery permaneció ignorada por el público y la crítica hasta 1965, cuando su nombre fue inscrito en la 8.ª Bienal de São Paulo, en la Sala Especial de Surrealismo y Arte Fantástico. Sus obras fueron expuestas también en la 10.ª Bienal. En 1966 en Río de Janeiro, y en 1984, en el Museo de Arte Contemporáneo de la Universidad de São Paulo (Retrospectiva Ismael Nery - 50 Años Después), se hicieron dos retrospectivas de sus obras.

## Fases de la obra de Ismael Nery
Se acostumbra a dividir la obra de Ismael Nery en tres fases:
- de 1922 a 1923, la fase expresionista;
- de 1924 a 1927, la fase cubista, con evidente influencia del periodo azul de Pablo Picasso;
- de 1927 a 1934, la fase surrealista, la más importante.